# (3009) Coventry
(3009) Coventry ist ein Asteroid des Hauptgürtels, der am 22. September 1973 vom russischen Astronomen Nikolai Stepanowitsch Tschernych am Krim-Observatorium (IAU-Code 095) in Nautschnyj entdeckt wurde.
Der Asteroid wurde nach der englischen Industriestadt Coventry benannt, die im Zweiten Weltkrieg durch die deutsche Luftwaffe mehrmals bombardiert und schwer zerstört wurde.